# جاك إل. شتال
جاك إل. شتال (بالإنجليزية: Jack L. Stahl)‏ هو سياسي أمريكي، ولد في 28 يونيو 1934 في الولايات المتحدة، وتوفي في 29 ديسمبر 2016 في نفس البلد. حزبياً، نشط في الحزب الجمهوري. وقد انتخب عضو مجلس ولاية نيومكسيكو وانتخب نائب حاكم نيومكسيكو ‏ وانتخب عضو مجلس نواب نيومكسيكو.